# Ischnocnema gehrti
Ischnocnema gehrti é uma espécie de anfíbio da família Brachycephalidae. Endêmica do Brasil, onde pode ser encontrada apenas no distrito de Paranapiacaba, município de Santo André, no estado de São Paulo.